# Wissbach (Glatt)
Der Wissbach oder der Wissenbach ist ein rund neun Kilometer langer Fluss im Schweizer Kanton Appenzell Ausserrhoden und Grenzfluss im Kanton St. Gallen.
Der Wissbach beginnt westlich von Schwellbrunn. Nach Degersheim befindet sich das Wissbachtobel bzw. die Wissbachschlucht. Dieses Tobel ist einerseits beliebtes Ausflugsziel, anderseits charakteristisch für sich dort befindliche Kleinkraftwerke aus der Frühzeit der Elektrizitätsgewinnung. Am Ende des Tobels mündet der Wissbach in die Glatt.

## Geographie

### Verlauf
In Klammern jeweils die Kilometrierung des Wissbachs (km 0 = Einmündung in die Glatt).

#### Quellgebiet bis Kantonsgrenze

##### Quellgebiet
Schwellbrunn liegt auf einem schmalen Hügelrücken. Das Wasser östlich des Hügelrückens wird durch die dort entstehende Glatt aufgesammelt, dasjenige westlich des Rückens durch den Wissbach. Das Einzugsgebiet des Wissbachs umfasst dabei auch den Truppenübungsplatz Hintere Au ⊙ (Hinteraubach, Mündung bei km 6,63 ⊙) und das Rippistal ⊙ nördlich der Hochwacht (Rippistalbach, Mündung bei km 6,01 ⊙).

##### Untere Müli, Wissbachviadukt

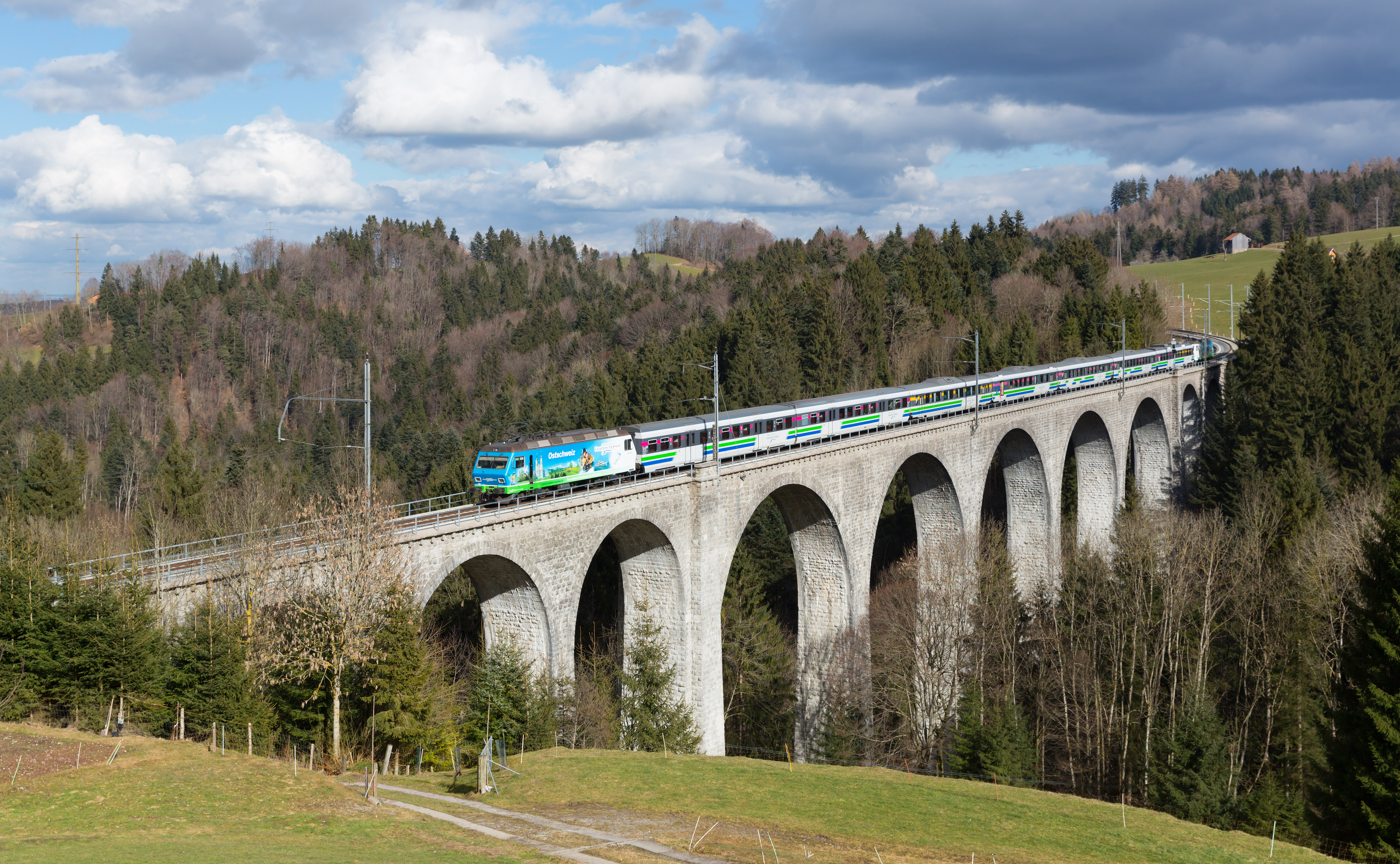
SOB Re 456 auf dem Wissbachviadukt

In grossen Teilen begleitet die Kantonsstrasse Schwellbrunn–Degersheim bis Untere Müli (bei ca. km 5,3 ⊙) den sich in einem Talkessel befindlichen Wissbach (ca. km 8–5), ehe die Strasse hinauf in Richtung Degersheim abwendet.
Bei Untere Müli befindet sich das gleichnamige Gasthaus «Untere Mühle», ein Kulturgut regionaler Bedeutung. Etwas weiter unten befindet sich der 1910 fertiggestellte 289,5 Meter lange und 63 Meter hohe Wissbachviadukt (ursprünglich: Weissenbachviadukt), eine Steinbogenbrücke aus vor Ort gebrochenen Steinen (km 4,35 ⊙). Die Brücke ist Teil der Bahnstrecke Wattwil nach Herisau im Eigentum der SOB.

##### Talmühle, Wissweiher
Kurz vor der Kantonsgrenze unweit der Talmühle ⊙ und der Brücke (km 2,88 ⊙) der Kantonsstrasse zwischen Degersheim und Herisau befindet sich der Wissweiher (km 3,03–2,92 ⊙) sowie die zugehörige Talsperre, heute im Besitze der Irdel aus Baar zur Stromproduktion. Kurz danach mündet der Talbach, welcher das Wasser der Ostseite Degersheims aufsammelt, in den Wissbach (km 2,73 ⊙).
Die Anlage wurde um 1700 erstmals urkundlich erwähnt – aufgrund eines Brandes im Staatsarchiv des Kantons St. Gallen existieren zugehörige Unterlagen nicht mehr. Die dort vorhandene ungefähr vier Meter hohe Felsrippe wurde mit einer Mauer leicht erhöht. Das Wasser wurde linksseitig ausgeleitet und zu einem Becken geführt, welches als «Badeanstalt» genutzt wurde. Zusätzlich wurde noch ein Teil des Talbaches in dieses Becken eingeleitet. Von diesem Becken wurde das Wasser in einer kurzen Druckleitung zur Mühle von J. Meier (Talmühle) geführt. Dieser Zustand ist auf der Erhebung der Wasserrechte im Kanton St. Gallen von 1898 so dargestellt. Zu Beginn des 20. Jahrhunderts wurde die Talmühle von den Herren Frischknecht und Gerschwiler übernommen. Im Mai 1925 legten sie ein Projekt zur Erneuerung der Kraftwerksanlage vor. Dieses sah eine Erhöhung der bestehenden Staumauer und eine direkte Führung des Betriebswassers entlang des Wissbaches mit genieteten Stahlrohren ins Mühlengebäude vor. Dies entspricht dem per 2020 vor Ort erkennbaren Zustand. 2005 wurde das Wasserrecht der Talmühle gelöscht. Der Stauweiher wurde 2010 konkursamtlich versteigert.
2020/21 wurde die ehemalige Kraftwerksanlage gesamterneuert und reaktiviert.

#### Wissbachtobel
Das Wissbachtobel (auch Wissbachschlucht, Wissenbachtobel, Wissenbachschlucht) mit seinen steilen Nagelfluhwänden beginnt bei der Einmündung des Talbachs. Von der Talmühle aus führt der Regionale Wanderweg 22 Kulturspur Appenzellerland entlang des Wissbachtobels und durch die Zeugen der Frühzeit der Elektrizitätsgewinnung. In diesem Abschnitt sind mehrere Wasserfälle vorhanden, und an Feuerstellen steht für Ausflügler gespaltenes Holz bereit.

##### Kraftwerk Haslenmühle und Wehr Wisssee
Zum Betrieb der Haslenmühle in Gossau wurde auf Höhe Egg ein künstlicher Weiher von 92 Aren aufgestaut, dem Wisssee (bei ca. km 2,0 ⊙). Die zugehörige 150 Meter lange Druckleitung weist eine Fallhöhe von 27,21 Metern auf. Das anschliessende Turbinenhaus (bei ca. km 1,85 ⊙) wurde in eine halbmondförmige Höhle im Tobel hineingebaut. Die dort erzeugte elektrische Energie wurde durch eine drei Kilometer lange oberirdische Stromleitung zur Haslenmühle übertragen. 1914 wurde die Anlage um eine zweite Turbine und eine zweite Druckleitung ergänzt, die bestehende Turbine wurde ersetzt. Der Betrieb der Mühle wurde 1959 aufgegeben, das im Besitze der Müllereifamilie Klingler befindliche Kraftwerk gehört seit 2005 der Bieri Energie in Baar; der dort erzeugte Strom wird ins Gossauer Netz eingespeist. Der zugehörige Weiher ist zu einem grossen Teil verlandet. Die Turbinenstation in der Höhle gilt als Industriedenkmal.
Der Fussweg verläuft in diesem schluchtartigen Abschnitt in einer gedeckten Holztreppe hinunter.

##### Kraftwerk Schwänberg und Wehr Stüdliweiher
Kurz vor der Schwänbergbrücke befindet sich ein weiteres Turbinenhaus (km 0,97 ⊙), das zum Kraftwerk Schwänberg gehört. Der zugehörige aufgestaute damals fünf Hektar grosse Weiher (heute 2,92 ha) wird als Stüdliweiher (ca. km 1,5–1,1 ⊙) bezeichnet. 
Benannt ist der Weiher nach dem Fabrikanten und Sägewerksbesitzer Johann Ulrich Stüdli (1863–1956). Trotz der Einsprüche Robert Klinglers des Kraftwerks Haslenmühle weiter oben und Victor Eberles (Betreiber des Kraftwerks Kressbrunnenmühle und der zugehörigen Talsperre Buchholz) auf Grund der grossen Dimension und der befürchteten Nachteile für sie selbst (Geschiebe, Wasserrückhaltung) erhielt Stüdli 1890 eine Konzession, die bis ins Jahr 1966 galt. Gebaut wurde das Kraftwerk 1917. Die Staustufe hatte eine Höhe von 15 Metern. 1960 wurde das Kraftwerk in das Unternehmen Stüdli Holz integriert. 2003 wurde die Anlage auf Grund des Sanierungsbedarfs in Folge der Talsperrenverordnung 1989 von der Vereinigung Appenzeller Energie zu einem symbolischen Preis von der Firma Stüdli Holz übernommen. Da die Stromproduktion des für 1,3 Millionen Franken sanierten Kraftwerks unter den Erwartungen lag, wurde dieses für 500'000 Franken an die SAK weiterverkauft. 2016 ging das Kraftwerk im Rahmen einer Portfoliobereinigung an die auf Wasserkraftwerke spezialisierte IDREL SA in Baar über. Die Konzession läuft bis 2026. Anschliessend steht eine weitere Sanierung an.

##### Amphibienlaichgebiet von nationaler Bedeutung
Durch das Geschiebe entstand im Bereich des Weihers beidseits der Kantonsgrenze die Auenlandschaft der Wissenbachschlucht, ein Amphibienlaichgebiet von nationaler Bedeutung. Das Turbinenhaus ist ein Kulturgut von regionaler Bedeutung.

##### Schwänbergbrücke

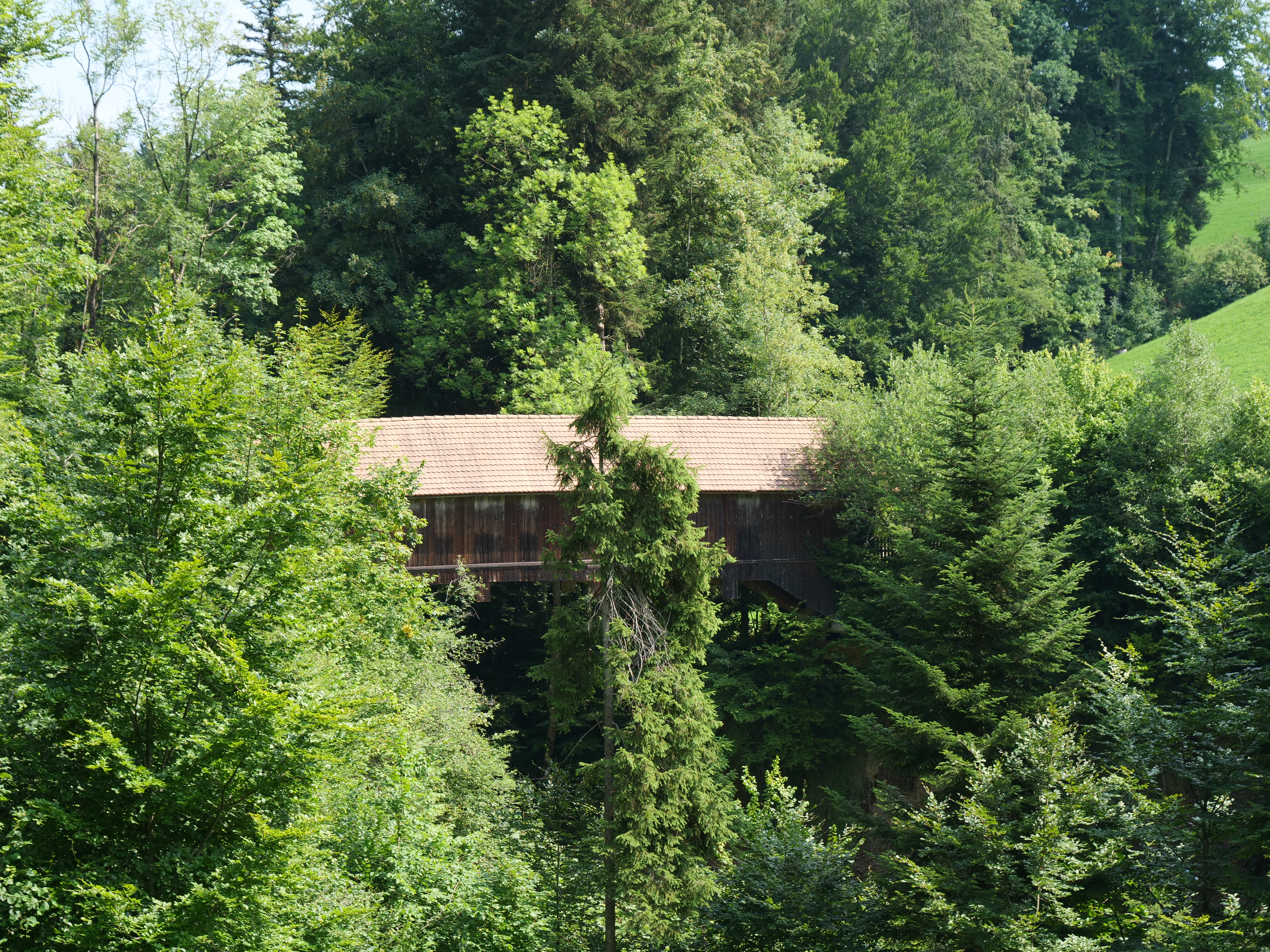
Schwänbergbrücke

Die 1782 errichtete 23 Meter lange Schwänbergbrücke (km 0,95 ⊙) ist eine gedeckte Stabpolygonbrücke aus Tannenholz für Fussgänger, sie verbindet den Flawiler Ortsteil Egg mit dem Herisauer Ortsteil Schwänberg und ist Teil des Wanderwegs. Die Höhe über Wasser beträgt 23 Meter. Eine erste Brücke ist bereits 1534/1537 dokumentiert, 1615 wurde eine neue aufgestellt, die 1782 durch die heutige ersetzt worden ist. Die Brücke war für Egg insofern bedeutend, dass sie die Landstrasse von St. Gallen und Herisau her dorthin bildete. Die Brücke ist ein Kulturgut von regionaler Bedeutung im Kanton Appenzell Ausserrhoden und im Kanton St. Gallen.

##### Mündungsgebiet
Zu Tobelmüli, wo der Wissbach in die Glatt mündet, führen Wanderwege von Egg und von Schwänberg aus. Von dort aus führen Wanderwege zur Ruine Helfenberg und nach Gossau sowie ein Pfad zur Salpeterhöhle.

### Einzugsgebiet
Das 17,86 km² grosse Einzugsgebiet des Wissbachs liegt im Schweizer Mittelland und wird durch ihn über die Glatt, die Thur und den Rhein zur Nordsee entwässert.
Es besteht zu 41,7 % aus Bestockter Fläche, zu 50,6 % aus Landwirtschaftsfläche und zu 7,1 % aus Siedlungsfläche und zu 0,6 % aus unproduktiven Flächen.
Die Flächenverteilung
Die mittlere Höhe des Einzugsgebietes beträgt 838,8 m ü. M., die minimale Höhe liegt bei 625 m ü. M. und die maximale Höhe bei 1086 m ü. M.

### Zuflüsse
Aufgelistet sind Zuflüsse, die einen Namen haben:
- Stofelbach R (km 8,31)
- Hötzibach R (km 7,65)
- Sägebach L (km 7,23)
- Hinteraubach R (km 6,63)
- Rippistalbach R (km 6,01)
- Vorderaubach L (km 5,79)
- Dietenbergbach L (km 4,78)
- Mattbach L (km 3,78)
- Talbach R (km 2,73) – der Talbach sammelt das Wasser der Ostseite Degersheims auf und mündet bei der Talmühle an der Kantonsgrenze.
  - Bachwisbächli R
    - Wannenbach L

  - Sackbodenbach L
  - Hengelenbächli L
  - Mülibächli L
- Schöllenbach R (km 2,46)
- Sangenbach L (km 1,41)
  - Wolfenswilbach R
- Ergetenbach L (km 1,15)
- Schwänbergbach West L (km 0,52)

## Hydrologie
Bei der Mündung des Wissbachs in die Glatt beträgt seine modellierte mittlere Abflussmenge (MQ) 500 l/s. Sein Abflussregimetyp ist pluvial supérieur und seine Abflussvariabilität beträgt 24.